# NGC 1131
NGC 1131 este o galaxie eliptică situată în constelația Perseu. A fost descoperită în 8 decembrie 1855 de către William Parsons, 3rd Earl of Rosse⁠(d). Se află la o distanță de 60,6 de megaparseci de Pământ.